# Listă de scriitori azeri
Aceasta este o listă de scriitori azeri:

## A
- Chingiz Abdullayev (1959–)
- Ilyas Afandiyev (1914–1996)
- Mirza Fatali Akhundov (1812–1878)
- Suleyman Sani Akhundov (1875–1939)
- Ashig Alasgar (1821–1926)

## B
- Vidadi Babanli (1927–)
- Abbasgulu Bakikhanov (1794–1847)
- Banine (1905–1992)

## C
- Yusif Vazir Chamanzaminli (1887–1943)

## D
- Djafar Djabbarli (1899–1934)
- Ahmad Djavad (1882–1941)
- Huseyn Djavid (1892–1937)

## E
- Elchin Efendiyev (1943–)

## F
- Fuzûlî (1483–1556)

## G
- Nizami Ganjavi (1141–1209)

## H
- Mehdi Huseyn (1909–1965)

## I
- Hamlet Isakhanli (1948–)
- Mirza Ibrahimov (1911–1993)
- Ismail I (1487–1524)

## K
- Firidun bey Kocharli (1863–1920)

## M
- Afag Masud (1957–)
- Djalil Mammadguluzadeh (1866–1932)
- Mikayil Mushfig (1908–1939)

## N
- Nariman Narimanov (1870–1925)
- Khurshidbanu Natavan (1832–1897)
- Mir Mohsun Navvab (1833–1918)

## O
- Mammed Said Ordubadi (1872–1950)

## P
- Mir Djalal Pashayev (1908–1978)

## R
- Nigar Rafibeyli (1913–1981)
- Natig Rasulzadeh (1949–)
- Suleyman Rustam (1906–1989)
- Rasul Rza (1910–1981)
- Anar Rzayev (1938–)

## S
- Mirza Alakbar Sabir (1862–1911)
- Abbas Sahhat (1874–1918)
- Abdulla Shaig (1881–1959)
- Seyid Azim Shirvani (1835–1888)
- Ismayil Shykhly (1919–1995)
- Manaf Suleymanov (1912–2001)

## T
- Saib Tabrizi (1601–1677)

## V
- Molla Panah Vagif (1717–1797)
- Bakhtiyar Vahabzadeh (1925–2009)
- Aliagha Vahid (1895–1965)
- Suleyman Valiyev (1916–)
- Mirza Shafi Vazeh (1794–1852)
- Hashim bey Vazirov (1868–1916)
- Nadjaf bey Vazirov (1854–1926)
- Molla Vali Vidadi (1708–1809)
- Samad Vurgun (1906–1956)